# Commonwealth Youth Games 2004/Badminton
Bei den Commonwealth Youth Games 2004 wurde im Badminton vom 30. November bis zum 3. Dezember 2004 in Bendigo ein Mannschaftswettbewerb ausgetragen.

## Medaillengewinner
| Disziplin  | Gold                                                                                              | Silber                                                                  | Bronze                                                                                |
| ---------- | ------------------------------------------------------------------------------------------------- | ----------------------------------------------------------------------- | ------------------------------------------------------------------------------------- |
| Mixed team | Malaysia Azrihanif Azahar Lydia Cheah Li Ya Tan Boon Heong Hoon Thien How Ng Hui Lin Woon Khe Wei | Indien Anand Pawar Saina Nehwal Sagar Chopda Jishnu Sanyal Aparna Balan | England Rajiv Ouseph Helen Ward Andrew Ellis Dean George Heather Olver Jenny Wallwork |

## Endstand
1. Malaysia
2. Indien
3. England
4. Singapur
5. Schottland
6. Neuseeland
7. Australien
8. Südafrika